# Mark Mission e il labirinto d'acqua
Mark Mission e il labirinto d'acqua è un romanzo d'avventura del 2016 scritto da Luca Azzolini (per Giunti Editore). È ambientato in Giappone ed è il terzo capitolo della serie di Mark Mission.

## Trama
Un'enorme piramide sommersa giace da 12.000 anni sott'acqua, al largo del Mar della Cina, l'ultima testimonianza di un'antica ed evoluta civiltà vissuta decine di millenni fa sulle coste giapponesi. Proprio per questo, recuperare il terzo frammento della mappa d'oro non sarà un gioco da ragazzi, nemmeno per il giovane esploratore Mark Mission. Dall'assolata Etiopia Mark, il saccente Leopold, il saggio nonno Matusalem e il cane Jones attraversano mezzo mondo per approdare su una sperduta isoletta dell’oceano pacifico, l'isola di Yonaguni, dove giace sommersa sotto venticinque metri d'acqua un'antica e misteriosa Piramide Sottomarina. 
Soltanto con l'aiuto di Nanako, la figlia di un pescatore giapponese esperto in immersioni ed esplorazioni subacquee (e ultima conoscitrice della perduta lingua di yonaguni), Mark potrà sperare di raggiungere per tempo l'ingresso segreto che conduce alla mappa perduta. Ma gli uomini al soldo del terribile Mr Mann, il capo della pericolosa Antartika Corporation, sono più agguerriti che mai. Fra loro c'è anche il terribile biologo marino Deng Weng Akinari, ossessionato dal mare e dalle sue creature, tra cui gli squali, che cercheranno in ogni modi di intralciare i piani del giovane Mark. 
Assieme a Nanako e a Leopold, Mark sfiderà le correnti impetuose del mare alla ricerca dell'ingresso segreto alla Piramide Sottomarina, così da raggiungere un altro frammento della mappa, custodito questa volta nella immensa Sala delle Onde, nel cuore della piramide, protetto da secoli dalle più feroci creature del mare…

## Edizioni
- Luca Azzolini, Mark Mission e il labirinto d’acqua, Giunti Editore, maggio 2016,  p. 160, ISBN 978-88-09-82418-8.